# 真巌寺
真巌寺（しんがんじ）は、三重県尾鷲市九鬼町314にある曹洞宗の寺院。山号は医王山。本尊は薬師如来。
神奈川県相模原市緑区津久井にある功雲寺の末寺。境内には幹周8メートル、樹高22メートル、樹齢約800年のクスノキがある。2013年（平成25年）以後の住職は小倉康司。

## 歴史

### 中近世
正平元年（1346年）、九鬼氏の祖である九鬼隆信（藤原隆信）によって薬師寺が創建された。現在の本尊である薬師如来は草創以来のものであるとされる。
紀伊国北牟婁郡九鬼村の川上氏一族が薬師寺の世話をしていたが、寛永10年（1633年）頃に僧の真岩元達がやってきて住職となった。寛永17年（1640年）11月、真岩元達の留守中に焼失したが、弟子の林恕は薬師如来を救い出して寺の前にあった池に投げ、本尊のみは焼失を免れた。古文書はこの際に焼失している。
寛永21年（1644年）、現在地に薬師寺が再建された。万治元年（1658年）の九木浦には薬師寺、延命庵、林泉庵の3か寺があったが、薬師寺は他の2か寺を合わせて真巌寺と称した。寛文8年（1668年）、真巌寺に成ったタチバナの実を江戸在住の紀州藩主に献上した。
延享4年（1747年）には65両で本堂を瓦屋根とする葺き替え工事が行われた。

### 近現代

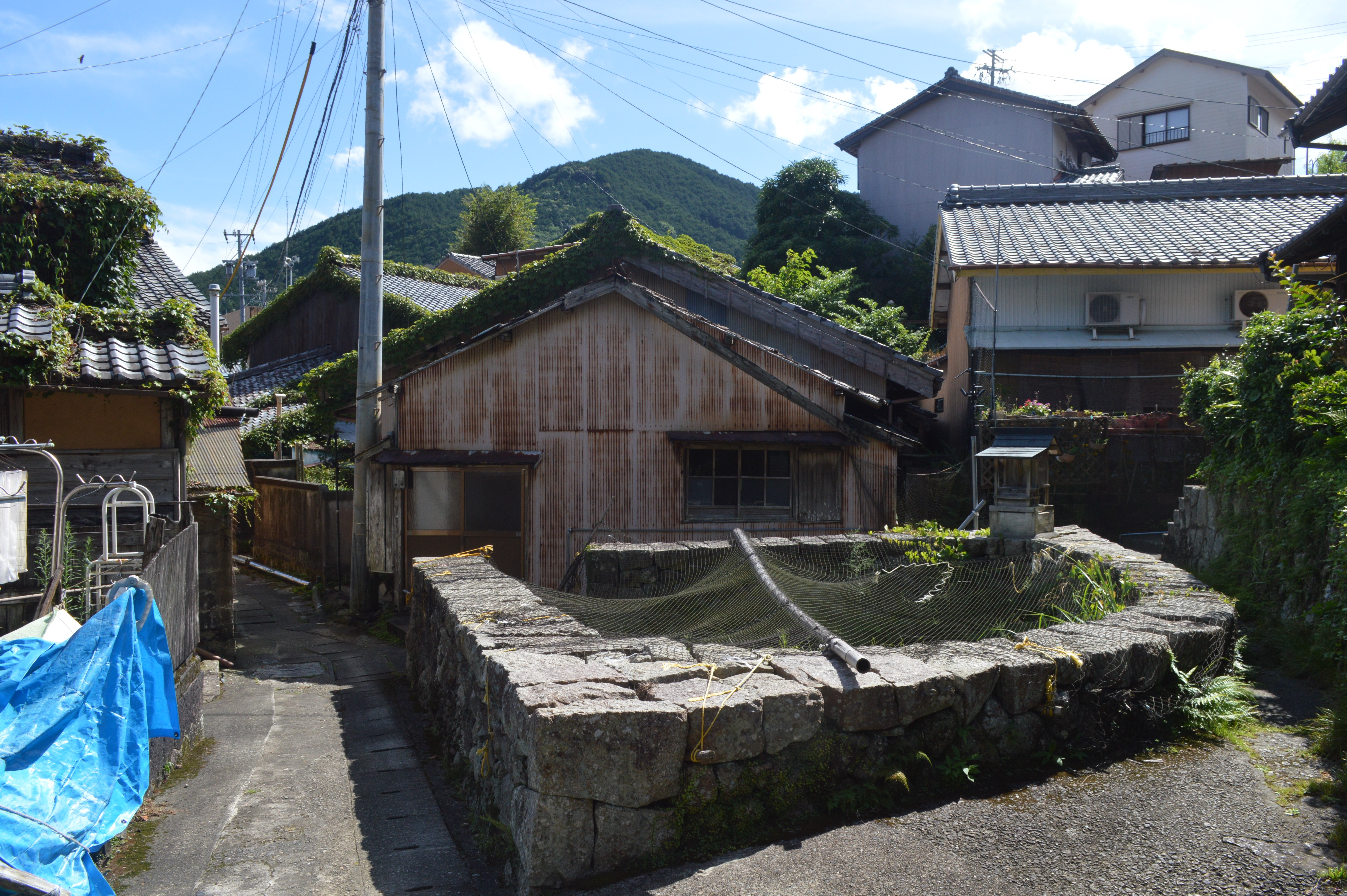
にらくら

1872年（明治5年）に学制が公布されると、1877年（明治10年）には真巌寺に九木学校が設立された。初年度の児童数は男21人・女2人の計23人だったが、1880年（明治13年）には46人、1883年（明治16年）には73人にまで増加している。1883年（明治16年）には九木漁港近くに九木学校の校舎が新築され、真巌寺から移転した。
1955年（昭和30年）9月12日、真巌寺薬師如来坐像が尾鷲市指定有形文化財に指定された。1956年（昭和31年）5月2日、真巌寺薬師如来坐像が三重県指定有形文化財（彫刻）に指定された。2014年（平成26年）4月には三重県総合博物館の開館記念展に出展されたが、この際に傷みが激しいことを指摘された。檀家からの寄付や三重県の補助金などを活用し、2016年（平成28年）秋には約200年ぶりに真巌寺薬師如来坐像の修復作業を行った。

## 歴代住職
- 1世 横山良䗉
- 2世 真岩元達
- 3世 南国義薫
- 4世 耕外回田
- 5世 実玄恵全 - 安定寺4世。
- 6世 性全大随 - 安永9年（1780年）。
- 7世 大麟鏡道 - 享和3年（1803年）。
- 8世 大円全鏡
- 9世 大忍戒仙
- 10世 大鏡実道 - 常声寺より。

- 11世 海外龍門
- 12世 大仁仙翁
- 13世 寛寿全考
- 14世 大孝詮寿
- 15世 昌山徳瑞
- 16世 大全徳純
- 17世 大徳正典
- 18世 大英純雄
- 19世
- 20世

## 文化財

### 県指定文化財
- 真巌寺薬師如来坐像
  - 鎌倉時代後期[2][12]。膝裏には嘉暦4年（1329年）の墨書銘がある[2][11]。桧材の寄木造[2][14][12][13]。もとは漆箔だったが江戸時代の修理後は肉身漆箔であり、袈裟は茶褐色に着色されている[2][14]。右手は施無畏印であり、左手は薬壺を持つ[2][14]。総高は91.1センチ[12]。

## 現地情報
所在地
- 519-3701：三重県尾鷲市九鬼町314

最寄駅
- JR紀勢本線九鬼駅